# Komaranahalli, Channagiri
Komaranahalli là một làng thuộc tehsil Channagiri, huyện Davanagere, bang Karnataka, Ấn Độ.